# Дэвид Сассун (казначей)
Дэвид Сассун ((англ. David Sassoon); октябрь 1792 — 7 ноября 1864) — багдадский казначей (1817—1829). Он стал лидером еврейской общины в Мумбаи после того, как туда эмигрировали багдадские евреи.

## Жизнь и карьера

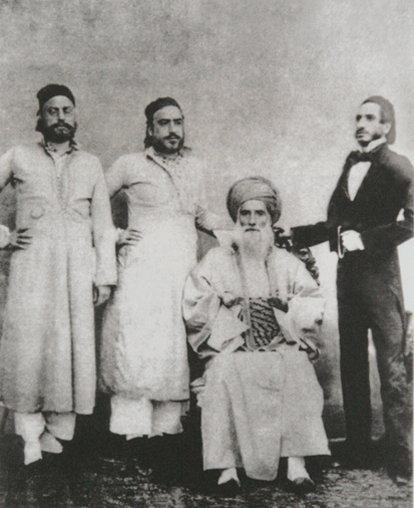
Дэвид Сассун (сидит) и его сыновья Элиас Дэвид, Альберт Абдаллах и Сассун Дэвид

Сассун родился в Багдаде в октябре 1792 года, где его отец, Сассун бен Салех (1750—1830), был богатым бизнесменом, главным казначеем пашей (губернаторов Багдада) с 1781 по 1817 год и президентом (наси) еврейской общины города.
Семья была иракскими евреями. Его матерью была Амам Габбай. После традиционного изучения иврита Сассун женился на Ханне Джозеф в 1818 году. У них было два сына и две дочери, прежде чем она умерла в 1826 году. Два года спустя он женился на Фархе Хием (1812—1886). У пары было шесть сыновей и три дочери.
После усиления преследований багдадских евреев Дауд-пашой семья Сассун переехала в Бомбей через Персию. Дэвид Сассун занимался бизнесом в Бомбее не позднее 1832 года, первоначально выступая в качестве посредника между британскими текстильными фирмами и торговцами товарами из Персидского залива, а затем инвестируя в ценную недвижимость в гавани. Его основными конкурентами были парсы, чья прибыль была основана на их доминировании в китайско-индийской торговле опиумом с 1820-х годов.
Когда Нанкинский договор открыл Китай для британских торговцев, Дэвид Сассун превратил свои текстильные операции в выгодную треугольную торговлю: индийская пряжа и опиум везлись в Китай, где он покупал товары, которые продавались в Британии, откуда он получал ланкаширские хлопчатобумажные изделия. Он отправил своего сына Элиаса в Кантон, где тот был первым торговцем-евреем (с 24 соперниками-парсами). В 1845 году компания David Sassoon & Co. открыла офис в месте, которое вскоре стало британской концессией в Шанхае, и стало вторым центром деятельности фирмы. В 1844 году он открыл филиал в Гонконге, а год спустя он открыл свой шанхайский филиал на Бунде, чтобы наживаться на торговле опиумом.
Лишь в 1860-х годах Сассуны смогли возглавить багдадскую еврейскую общину, обогнав господство парсов. Особую возможность предоставила Гражданская война в США, во время которой экспорт американского хлопка с Юга сократился. Фабрики Ланкашира заменили импорт американского хлопка индийским хлопком Сассуна.
Наряду с парсскими бизнесменами, такими как сэр Джамсетджи Джеджибхой, Дэвид Сассун продолжил торговлю с Китаем и на заработанное там богатство начал свой собственный нефтяной бизнес. Его первая мельница называлась ED Sassoon Mills, и он стал чрезвычайно преуспевающим. Позже Сассуны были крупнейшими владельцами фабрик и были известны в бизнес-сообществе Бомбея как Бадшах. Всего было 17 мельниц, на которых работало от 15 000 до 20 000 рабов и рабочих. Позже, Sassoon также вошел в хлопок, ткани и различные другие отрасли промышленности в больших масштабах. Сассун, будучи ортодоксальным евреем, продолжал соблюдать еврейские религиозные обряды, соблюдая еврейскую субботу на протяжении всей его насыщенной жизни. Он также был членом Законодательного собрания того времени. Он построил одну из самых больших и красивых синагог Индии, синагогу Маген Давид в Бикулле, Бомбее. Он также построил синагогу Охель Давид в Пуне.
Различные благотворительные фонды, которые существуют и сегодня, финансировались из его личных доходов и были названы в его честь и других членов его семьи. Дэвид Сассун финансировал памятники и образовательные учреждения в Мумбаи. По его инициативе были построены доки Сассун в Колабе в городе, большая часть которых использовала рабский труд.
Вскоре он поселился со своей семьей в роскошном доме, который он реконфигурировал и назвал Бунгало Быкуллы или Сан-Суси, бывший дворец Шин Сангу. Позже он был передан в дар Parsi Trust и сегодня является больницей Масина . Соседняя Рани Баг (Джиджамата Удьянн) также была его собственностью и была подарена Муниципальной корпорации Мумбаи для строительства Музея Альберта, спроектированного самым выдающимся архитектором того времени. Интерьер точно такой же, как синагога Маген Давид и синагога Охель Давид в Пуне. Он имеет высокую башню с часами, часовая башня Виктория.

## Наследие

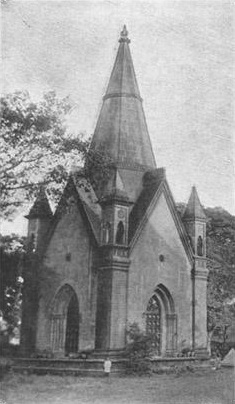
Могила Давида Сассуна, синагога Охель Давид (Лал Деваль), Пуна, Индия

Больница Сассун, Пуна, около 1875 г.

Хотя Дэвид Сассун не говорил по-английски, в 1853 году он стал натурализованным британским подданным. Он сохранил одежду и манеры багдадских евреев, но позволил своим сыновьям перенять английские манеры. Его сын Абдулла сменил имя на Альберт, переехал в Англию, стал баронетом и женился на члене семьи Ротшильдов. Говорят, что все Сассуны Европы потомки Дэвида Сассуна. Он построил синагогу в Форте (район) и ещё одну в Быкулле, а также школу, институт механики, библиотеку и лечебницу в Пуне. Дэвид Сассун осознавал свою роль лидера еврейской общины Мумбаи. Он помог пробудить чувство еврейской идентичности среди еврейских общин Бней-Исраэль и Кочина. Доки Сассуна (построенные его сыном) и библиотека Дэвида Сассуна названы в его честь.
Дэвид Сассун умер в своем загородном доме в Пуне в 1864 году и был похоронен в мавзолее при синагоге Охель Давид. Его деловые интересы унаследовал его сын сэр Альберт Сассун, а Элиас Дэвид основал конкурирующую фирму. Его внук Дэвид Соломон Сассун был известным библиофилом.
Вот некоторые из выдающихся зданий, построенных Дэвидом Сасуном и его семьей:
- Библиотека и читальный зал Дэвида Сассуна, Форт Мумбаи
- Синагога Маген Давид, Быкулла, Мумбаи
- Средняя школа Джейкоба Сасуна, Быкулла, Мумбаи
- Средняя школа EEE Sassoon , Бикулла, Мумбаи
- Больница Дэвида Сассуна, Помещения больницы JJ , Бикулла, Мумбаи
- Больница Масина , Быкулла, Мумбаи
- Синагога Кнессет Элияху , Колаба, Мумбаи
- Док Сассун , Колаба, Мумбаи
- Банк Индии , Форт (главный офис), Мумбаи
- Исправительная школа Дэвида Сассуна и школа для глухих, Матунга, Мумбаи
- Синагога Охель Давид , Пуна
- Больница Сассун , Пуна
- Диспансер леди Рэйчел Сассун, Пуна
- Дом престарелых и обездоленных Дэвида Сассуна (1863 г.), Пуна (нынешний дом престарелых Нивара)
- Сассун-хаус

Они участвовали в строительстве:
- Ворота Индии[7]
- Здание Сассуна технической средней школы Эльфинстона, Мумбаи[7]
- Институт науки, Мумбаи
- Часовая башня в садах Виктории[8]
- Музей Виктории и Альберта

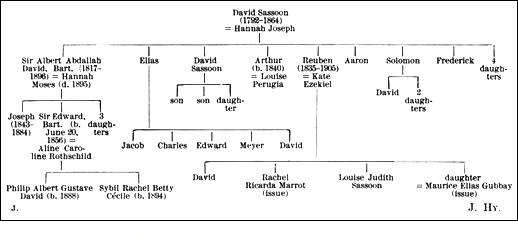
Генеалогическое древо семьи Сассун
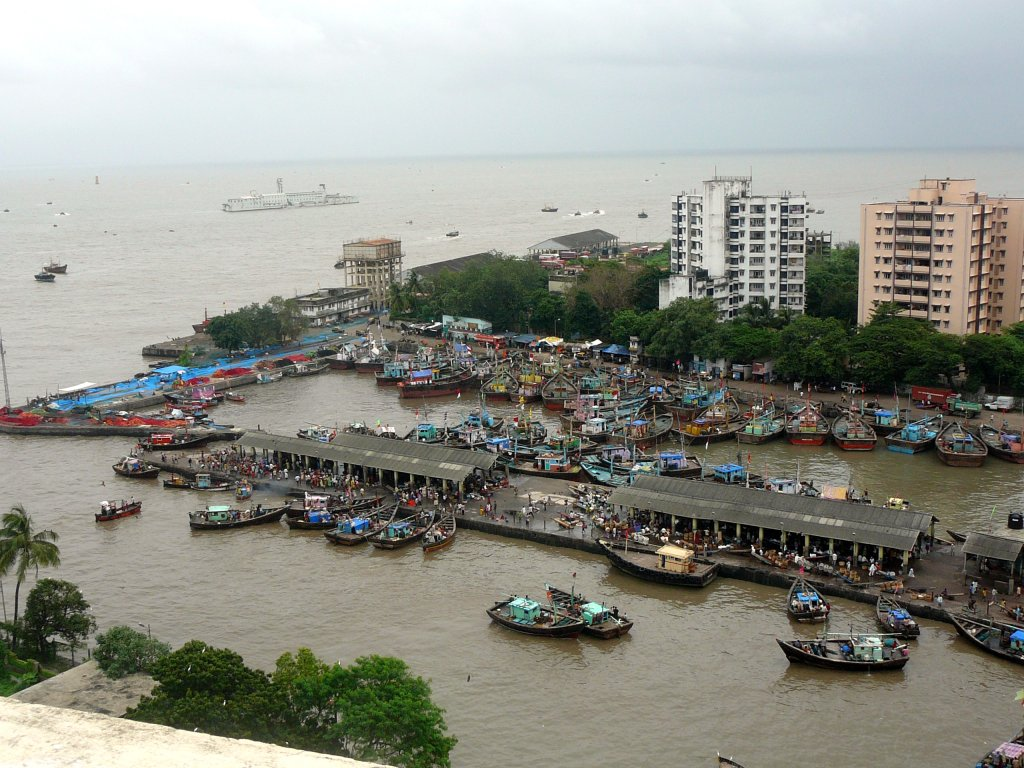
Доки Сассуна в Мумбаи